# حبق جميل
حبق جميل (الاسم العلمي:Ocimum formosum) هو نوع من النباتات يتبع جنس الحبق من الفصيلة الشفوية.